# JLogos
JLogos（ジェイ・ロゴス）は、辞書・事典横断検索を提供する日本のインターネットサービスである。全ての辞書を利用できる有料版と、一部の辞書を利用できる無料版がある。

## 沿革
元テレビ東京社員の小島孝治が設立した株式会社エアの運営によって、2005年9月にサービスが始まった。名前の由来は「ジャパン」の頭文字「J」と、「LOGOS」（ギリシア語で言葉という意味）の組み合わせ。
2013年8月12日には30冊分を無料で検索できるPC/スマホ向け無料版が提供開始された。2014年10月1日には、提供辞書数が50冊に拡大されている。

## サービスの概要
2015年3月現在、有料版では141辞書、無料版では66辞書が検索可能。
NTTドコモ（iモード、spモード）、au（EZweb、au ポータル）、ソフトバンクモバイル、ウィルコム、イー・モバイルの5キャリアに対応。Android版アプリも提供されている。また、携帯電話やスマートフォンでこれらのサービスに入会すると、PCでも有料版辞書の一部が利用できる。iOS向けには無料版のみが利用できるアプリが提供されている。